# Panagiotis Tachtsidis
Panagiotis Tachtsidis (grekiska: Παναγιώτης Ταχτσίδης), född 15 februari 1991, är en grekisk fotbollsspelare som spelar för Khor Fakkan. Han representerar även Greklands herrlandslag.

## Karriär
Den 5 september 2018 värvades Tachtsidis av Nottingham Forest, där han skrev på ett tvåårskontrakt. Den 3 januari 2019 lånades Tachtsidis ut till Lecce på ett låneavtal med en klausul som gjorde övergången permanent sommaren 2019.
I juli 2021 värvades Tachtsidis av saudiska Al-Fayha. Den 30 september 2022 värvades han av emiratiska Khor Fakkan.